# Hrid Podmrčaru
Koordinati:   42°46′49″N, 16°46′30″E
Hrid Podmrčaru je majhen nenaseljen otoček v Jadranskem morju. Pripada Hrvaški.
Otoček, ki se na nekaterih zemljevidih imenuje tudi Hrid Pod Mrčaru, leži okoli 1 km SZ od otočka Mrčara pri Lastovu. Površina otočka, na katerem stoji svetilnik, meri 0,013 km². Dolžina obalnega pasu je 0,59 km.
Iz pomorske karte je razvidno, da svetilnik oddaja svetlobni signal: B Bl(2) 6s. Nazivni domet svetilnika je 9 milj.